# نیکول دومان
نیکول دومان (ارمنی: Նիկոլ Դուման؛ انگلیسی: Nikol Duman؛ با نام اصلی نیکوغایوس دِر-هوهانیسیان (ارمنی: Նիկողայոս Տեր-Հովհաննիսյան؛ انگلیسی: Nikoghayos Ter-Hovhannisyan)؛ زاده ۱۲ ژانویهٔ ۱۸۶۷ میلادی آرتساخ – درگذشت ۲۳ سپتامبر ۱۹۱۴ میلادی کیسلوفودسک)، یک فدایی ارمنی بود که در خیزش‌های جنبش آزادی بخش ملی ارمنی، شورش ساسون (۱۹۰۴) شرکت نمود.
وی در تبریز کارگاه اسلحه‌سازی دایر کرده بود و با ستارخان و جنبش مشروطه همکاری می‌کرد.

## نگارخانه

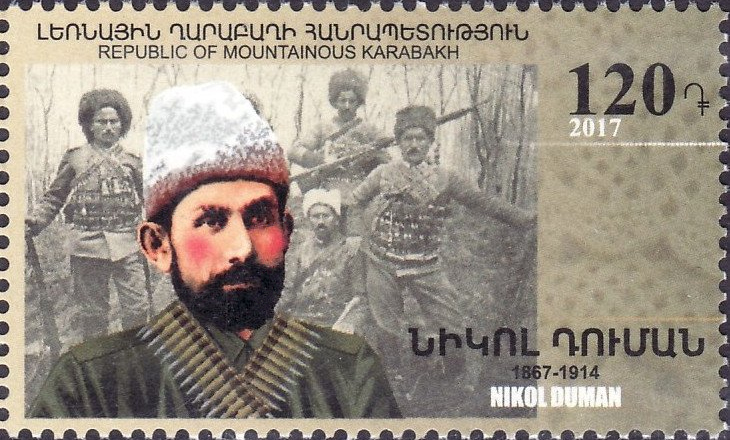
تمبر یادبود نیکول دومان، جمهوری آرتساخ (۲۰۱۷)
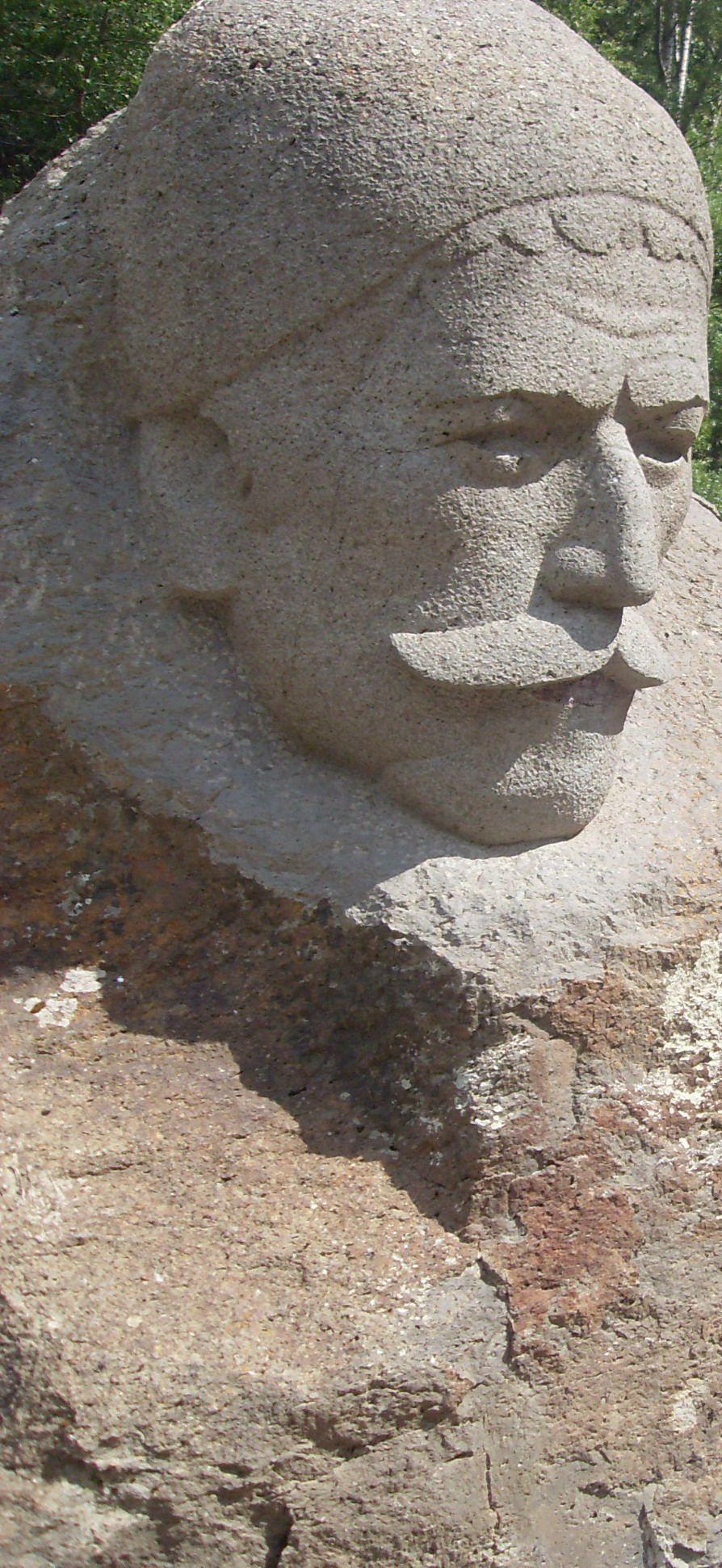